# Ekaterina Djukeva
Ekaterina Djukeva (în bulgară Екатерина Джукева, n. 8 mai 1988, în Blagoevgrad) este o handbalistă bulgară care joacă pentru clubul românesc CSM Târgu Jiu pe postul de portar. Djukeva este și componentă a echipei naționale a Bulgariei.

## Biografie
Ekaterina Djukeva a început să joace handbal la vârsta de 8 ani, la echipa „Inter” a Școlii pentru Copii și Adolescenți din Blagoevgrad, cu profesoara Sofka Arabadjieva. Între 1997 și 2005, la diferite categorii de vârstă, ea a primit titlul de „cel mai bun portar bulgar” acordat de Federația Bulgară de Handbal. Între 2005 și 2006 a jucat pentru HK „Buki” Gabrovo, iar apoi, la vârsta de doar 17 ani, a semnat un contract cu clubul islandez ÍBV Vestmannaeyja.
Djukeva a jucat un sezon la Vestmannaeyja și încă unul la HK Ísland Reykjavík, apoi s-a transferat în Spania, unde a evoluat timp de trei ani pentru Marina Park Santander, până când criza economică a lovit puternic handbalul spaniol. După un an petrecut în Norvegia, la Fredrikstad BK, handbalista a jucat timp de patru ani pentru EKS Start Elbląg și MKS Selgros Lublin din Polonia.
Din iulie 2016, Ekaterina Djukeva a jucat două sezoane în Nemzeti Bajnokság I, pentru echipa Kisvárdai KC, iar din vara anului 2018 a evoluat la SCM Craiova. După patru sezoane la echipa craioveană, Djukeva s-a transferat la CSM Târgu Jiu.

## Palmares
- Liga Campionilor:
  - Grupe: 2014, 2015, 2016
  - Calificări: 2019

- Cupa Cupelor:
  - Sfert-finalistă: 2015
  - Șaisprezecimi: 2016

- Cupa EHF:
  - Grupe: 2019
  - Turul 2: 2020

- Liga Feminină Poloneză de Handbal::
  -  Câștigătoare: 2014, 2015, 2016

- Cupa României:
  -  Finalistă: 2023

- Campionatul U20 al Bulgariei::
  -  Câștigătoare: 2006

## Distincții personale
- Cel mai bun portar din campionatul U20 al Bulgariei: 2006[5]